# Вілла по вулиці Петра Дорошенка, 61 (Львів)
Будинок за адресою вулиця Дорошенка, 61 у Львові — багатоквартирний житловий чотириповерховий будинок. Пам'ятка архітектури місцевого значення № 2108.

## Історія
Будинок на цій ділянці постав у 1935 році, за проектом архітектора Соломона Кайля, на замовлення Якуба Готтліба як прибутковий будинок. З приходом радянської влади у будинок засилилася комуністична еліта, оскільки цей район вважався престижним у Львові.

## Архітектура
Чотириповерховий будинок мурований з цегли, тинькований, зведений у стилі функціоналізму та модернізму. Планування кімнат секційне, по дві секції на поверх. Фасад будинку асиметричний, з значним відступом лівої частини від фасадної лінії вулиці, на фасаді будинку добре виділяється вертикальний ряд вікон сходової клітки. Вхідний портал у будинок рустований. На рівні другого, третього та четвертого поверхів на правій частині будинку виступають кутові балкони. Закінчується будинок лінійним карнизом.